# Гафса
Гафса (араб. قفصة) — місто в Тунісі, центр однойменного вілаєту. Місто засноване в 849 році. Дев'яте місто в Тунісі за чисельністю населення — 84 676 чол. (2004). Промисловий центр по виробництву фосфатів.

## Транспорт
У місті знаходиться міжнародний аеропорт Гафса—Ксар.